# Spomenko Gostić
Spomenko Gostić (en alfabet ciríl·lic serbi: Споменко Гостић; Doboj, 14 d'agost de 1978 – Ozren, 20 de març de 1993) va ser un soldat serbi de Bòsnia durant la Guerra de Bòsnia. Va ser el soldat més jove condecorat a l'exèrcit de la República Sèrbia.

## Biografia
Va néixer el 14 d'agost de 1978 a la ciutat bosniana de Doboj. Va assistir a l'escola primària a Maglaj però a causa de l'esclat de la guerra de Bòsnia, no es va graduar. Des de molt jove es va quedar sense el seu pare.
El 1992 (el primer any de la guerra), va viure amb la seva mare Milena al poble de Jovići, prop de Maglaj. El poble estava envoltat de pobles més petits amb majoria bòsnia. Gostić es va trobar així en les línies de front. L'abril del 1992, la seva mare va morir i va anar a viure amb la seva àvia. La seva àvia va ser assassinada al setembre de 1992 durant el bombardeig del poble per part de l'ARBiH.

## Com a soldat
Poc després d'això, Gostić es va unir a l'exèrcit de la República Sèrbia, on va fer de missatger militar. Després d'això, va fer tasques de repartir aliments als soldats en les primeres línies del front. Durant els seus deures amb cavalls, va caure en un camp de mines. Els cavalls van sucumbir a les mines però Gostić no va patir greus ferides. Més tard seria ferit de nou.
En una ofensiva de l'ARBiH contra el mont Ozren, la gent es va retirar de Jovići, però Gostić es va quedar amb alguns soldats per defensar el poble.
Al març de 1993, durant un bombardeig dels punts de control de l'exèrcit serbi, cinc soldats van morir i Gostić va ser greument ferit. Gostić va morir de les ferides el 20 de març de 1993 al mont Ozren, a prop de Jovići, als 14 anys.
Va ser enterrat juntament amb els seus companys caiguts al cementiri de Gornji Ulišnjak.

## Després de la guerra
Després de la guerra, Jovići es va integrar a la Federació de Bòsnia i Hercegovina, mentre que el poble de Bočinja, prop de Jovići, es va convertir en el centre religiós i polític del moviment wahhabi local.
Pantelija Çurguz, president de l'Associació de Veterans de la República Sèrbia, va dir en un reportatge prometia començar una iniciativa perquè les restes de Gostić es traslladessin a la República de Sèrbia.
Algunes ciutats de la República de Sèrbia, han iniciat peticions perquè alguns carrers siguin nomenats «Gostić».

## Condecoracions
- Medalla del mèrit popular (República de Sèrbia)[1]